# Tilawa (Schiff)
Die Tilawa war ein 1924 in Dienst gestelltes Passagierschiff der britischen Reederei British India Steam Navigation Company, das Passagiere, Post und Fracht zwischen verschiedenen Häfen in Indien und Ostafrika transportierte. Am 23. November 1942 wurde sie im Indischen Ozean mit einem hohen Verlust von Menschenleben von einem japanischen U-Boot versenkt.

## Das Schiff
Das 10.006 BRT große Dampfschiff Tilawa wurde auf der Werft Hawthorn, Leslie & Company in der englischen Stadt Hebburn am Tyne gebaut und lief am 20. Februar 1924 vom Stapel. Lady Elsie Mackay (1893–1928), einer der ersten weiblichen Piloten, die zuvor unter dem Künstlernamen Poppy Wyndham auch als Schauspielerin bekannt gewesen war, taufte das Schiff. Sie war die Tochter von James Mackay, 1. Earl of Inchcape, der seit 1913 Vorsitzender der British India Steam Navigation Company war. Am 20. Mai 1924 wurde das Schiff fertiggestellt.
Der Passagier- und Frachtdampfer war 137,5 Meter lang und 18,1 Meter breit. Die Dampfmaschinen wirkten auf eine Einzelschraube und ermöglichten eine Reisegeschwindigkeit von zwölf Knoten (22,2 km/h). Die Passagierunterkünfte waren für insgesamt 3290 Reisende ausgelegt (60 in der Ersten, 74 in der Zweiten und 3156 in der Dritten Klasse).
Die 1856 gegründete britische Linienreederei British India Steam Navigation Company (BISN) hatte sich auf den Transport von Passagieren, Fracht und Post zwischen verschiedenen Häfen im mittleren und fernen Osten wie Kalkutta, Bombay und Madras in Indien und Rangun in Myanmar spezialisiert. Die Reederei unterhielt jedoch auch Routen nach Australien, Singapur und in den Golf von Aden.

## Versenkung
Am Montag, dem 23. November 1942 wurde die Tilawa im Indischen Ozean von dem japanischen U-Boot I-29 versenkt. I-29 war ein U-Boot der Kaiserlich Japanischen Marine mit dem Codenamen Matsu (deutsch: Kiefer). Das 108,5 Meter lange U-Boot der B1-Klasse war am 27. Februar 1942 fertiggestellt und dem 14. U-Boot-Geschwader zugeteilt worden. Es war mit 17 Torpedos ausgerüstet. I-29 konnte über Wasser 23 Knoten (42,6 km/h) und unter Wasser immer noch acht Knoten (14,8 km/h) Fahrt machen. Das U-Boot war am 11. November unter dem Kommando von Kapitän Teraoka Masao in Penang ausgelaufen, um feindliche Schiffsverbindungen im Indischen Ozean anzugreifen.
Die Tilawa war mit 958 Menschen und 6472 Tonnen Fracht an Bord unter dem Kommando von Kapitän F. Robertson auf dem Weg von Bombay nach Mombasa (Kenia) und Durban (Südafrika). An Bord befanden sich 222 Besatzungsmitglieder, vier Artilleristen zur Verteidigung des Schiffs und 732 Passagiere. 1497 Kilometer nordnordöstlich der Seychellen schoss I-29 einen Torpedo auf den Passagierdampfer ab, dessen Explosion große Panik unter den Passagieren verursachte, woraufhin diese die Rettungsboote stürmten.
Als das Schiff nach der Torpedierung nicht sank, versuchten einige Passagiere und Mannschaftsmitglieder, wieder an Bord zu gelangen. Daraufhin torpedierte I-29 die Tilawa erneut, die nun schließlich auf der Position 7° 45′ N, 61° 10′ O unterging. 28 Besatzungsmitglieder und 252 Passagiere kamen durch die Versenkung ums Leben. Der Leichte Kreuzer Birmingham der Royal Navy und das Passagierschiff Carthage der britischen Reederei P&O nahmen die Überlebenden auf.